# 小谷泰介
小谷 泰介（こたに たいすけ、1955年 - ）は、日本のサッカージャーナリスト、解説者。そのほか様々なサッカーの企画に携わっている。
父親の赴任先であったタイで出生している。

## 略歴
氏名の "泰介" は、父親の仕事の都合上で出生時在住していたタイに由来する。
1993年のJリーグ開幕直前から直後にいたる大ブーム時に、子供向け入門書籍の出版や、テレビ・ラジオでのJリーグ関連番組・コーナーにコメンテイターとして出演していた。ニッポン放送で放送されていた「独占!!Jリーグエキスプレス」にもレギュラー解説者として出演していた。地方ラジオ局で放送された『がんばれ!!サッカーNIPPON』のメインパーソナリティー等も務めた。
フジテレビ系列で放映の日本代表の試合中継解説を務める事もあった。
また、1993年10月、カタール・ドーハでの1994 FIFAワールドカップアメリカ大会のアジア最終予選では日本代表の全試合を中継したニッポン放送の解説を務めた。
スポーツジャーナリストとして日本サッカーに対する意見をまとめた著書に『拝啓 川淵三郎殿～日本サッカー、生かすも殺すもあなた次第～』がある。また芸能人のサッカーチーム「ザ・ミイラ」の選手としても活動している。また、選手、監督の後見人を務めたり、サッカークラブの海外遠征コーディネイトを務めたり、トークショー等の企画・出演、東京・六本木でスポーツパブの経営にも携わる。
現在は、主としてサッカー･ビジネスに従事し、AFP　BB NEWSにブログを掲載。
最近ではろう者のサッカー活動のレポートも行っている。

## エピソード
2002年の日韓共催ワールドカップにおいて、韓国に対してネガティブな発言がタブー視される中で、
「韓国と強豪国との試合にばかり誤審が集中しすぎている、しかも韓国の相手国に不利なものばかり」 
「買収を疑われても仕方ない」 
「かつてもワールドカップで買収が問題になったこともある」（実際、買収があり得るのか？との問いに答えて） 
「韓国VSドイツはフェアな試合が行われることを期待する」 
と発言して（2002年6月24日、FM東京「モーニングフリーウェイ」）注目された。

## 出演

### テレビ
- プロ野球ニュース（1995年、フジテレビ） - Jリーグコーナー解説担当
- セリエAダイジェスト（フジテレビ） - スティーヴ・小っ谷としてイングランド・プレミアリーグを担当

### ラジオ
- 独占!!Jリーグエキスプレス（1993年 - 、ニッポン放送）

### ゲーム
- FIFA:ROAD TO WORLD CUP 98（1998年、エレクトロニック・アーツ）- 解説者役

## 著書
- Jリーグ入門 きみも名選手になれる（1993年、講談社）
- 拝啓 川渕三郎殿（2001年、モダン出版）
- 来日サポーターPERFECT図鑑（2002年、東邦出版）